# Ballerup Station
Ballerup Station er en S-togs-station i Ballerup på Frederikssundsbanen mellem København og Frederikssund. Stationen ligger i takstzone 42.

## Historie
Ballerup station blev opført ved anlæggelsen af Frederikssundbanen og indviet i 1879. Stationen blev i 1949 endestation for S-banen fra København, hvor passagererne mod Frederikssund derfor måtte skifte til Frederikssund-toget fra spor 2. Dette varede indtil 1989, hvor hele Frederikssundbanen blev elektrificeret.

## Busterminal
Busterminalen består af fire stoppesteder:
- 400S mod Lyngby st.; 500S mod Kokkedal st.; 164 mod Hellerup st;/Nordhavn 400 mod Lyngby st.
- 350S mod Nørreport st.; 400S mod Hundige st./Ishøj st.; 500S mod Ørestad st./Glostrup st.; 400 mod Hundige st.
- 147 mod Ballerup st. via Måløv st. og Smørumnedre; 156 mod Ballerup st. via Magleparken; 157 mod Ballerup st. via Smørumnedre og Måløv st.; 216 mod Roskilde st.
- 143 mod Vallensbæk st.; 144 mod Vallensbæk st.; 834, servicebus for Ballerup Kommune øst; 835, servicebus for Ballerup Kommune vest; Gråhundbus; Togbus

## Galleri
- Stationen set fra vest, 2014.
- Stationen har både en sideliggende og en midterliggende perron, 2014.
- Stationen ligger ved siden af / under Ballerup Centret, 2014.
- Stationen set fra øst, 2014.
- Den nordlige af de to perrontunneller, 2014.
- Busterminalen i 2014 før en blev bygget om.
- Den gamle stationsbygning ca 1879.
- Toget mod Frederikssund, 1974.
- Den første linje H holder ved stationen, 1979.

## Antal rejsende
Ifølge Østtællingen var udviklingen i antallet af dagligt afrejsende med S-tog:
| År   | Antal | År   | Antal | År   | Antal | År   | Antal |
| ---- | ----- | ---- | ----- | ---- | ----- | ---- | ----- |
| 1957 | -     | 1974 | 6.514 | 1991 | 8.436 | 2001 | 7.398 |
| 1960 | -     | 1975 | 6.143 | 1992 | 8.478 | 2002 | 7.044 |
| 1962 | -     | 1977 | 6.099 | 1993 | 8.687 | 2003 | 7.138 |
| 1964 | -     | 1979 | 8.155 | 1995 | 8.427 | 2004 | 7.731 |
| 1966 | -     | 1981 | 8.833 | 1996 | 8.061 | 2005 | 6.791 |
| 1968 | 4.723 | 1984 | 9.433 | 1997 | 8.198 | 2006 | 7.523 |
| 1970 | 5.768 | 1987 | 8.140 | 1998 | 8.215 | 2007 | 7.250 |
| 1972 | 6.306 | 1990 | 8.347 | 2000 | 7.817 | 2008 | 6.404 |